# Verlagerungspolitik
Als Verlagerungspolitik gelten in der Schweiz die Massnahmen, mit denen auf politischem Weg ein möglichst grosser Anteil des die Alpen durchquerenden, mehrheitlich internationalen Güterverkehrs nachhaltig von den Strassen auf die Schienenkorridore verwiesen werden soll.

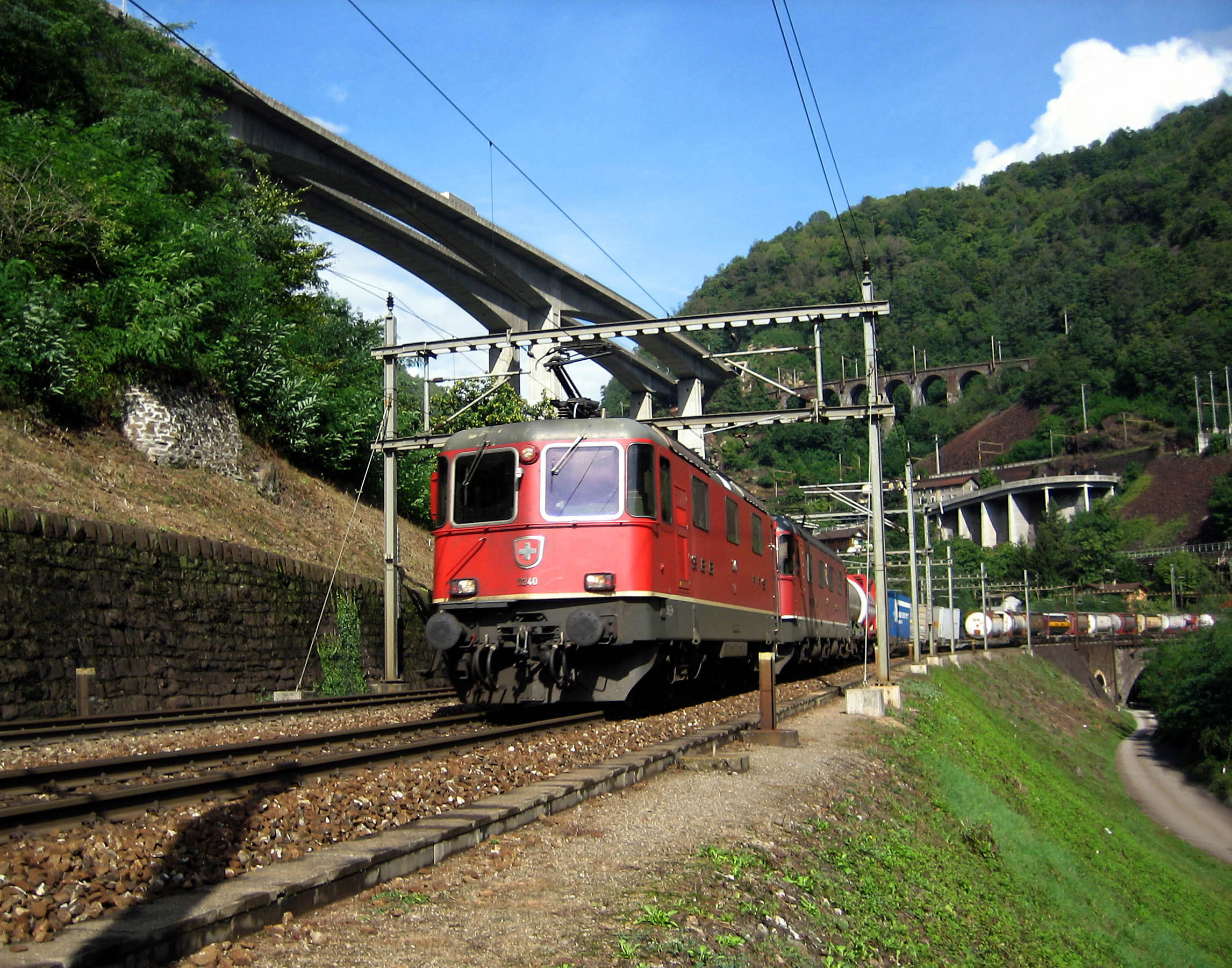
Güterzug auf der Bergstrecke der Gotthardbahn, unter dem Biaschina-Viadukt der Gotthard-Autobahn

## Ziele
Gemäss den Dokumentationen des Bundesamts für Verkehr (BAV) bezweckt die schweizerische Verlagerungspolitik den Schutz des Alpenraums vor den negativen Auswirkungen des alpenquerenden Güterschwerverkehrs.
Zu den erwarteten Effekten zählen die Abnahme des Verkehrsaufkommens auf den wichtigsten Alpenstrassen und damit die Verringerung des Lärms in den grossen Alpentälern, der Luftverschmutzung durch den Abgasausstoss und des Unfallrisikos auf den Strassen.
Ausserdem könnte bei einer Reduktion des Güterverkehrs allenfalls auf den weiteren Ausbau der Strassen in den räumlich eng begrenzten Tälern verzichtet werden.
Die vom Verkehr auf der Gotthardachse besonders betroffenen Kantone Uri und Tessin setzten sich für wirksame Mittel zur Verlagerung des Schwerverkehrs ein.

## Geschichte
Am 20. Februar 1994 hat die Schweizer Bevölkerung die Alpeninitiative in einer Volksabstimmung angenommen; damit wurde die Verlagerungspolitik in der Bundesverfassung verankert. Das Ziel ist es, möglichst viel alpenquerenden Güterschwerverkehr von der Strasse auf die Eisenbahn zu verlagern, um die Bevölkerung und die Umwelt der Alpen von übermässigen Immissionen zu befreien. Die Ziele der Verlagerungspolitik wurden in Volksabstimmungen mehrmals bestätigt, zuletzt bei der Ablehnung der Avanti-Initiative am 8. Februar 2004.
Instrumente der Verlagerungspolitik sind gemäss dem Verlagerungsgesetz die Leistungsabhängige Schwerverkehrsabgabe (LSVA), die Neue Eisenbahn-Alpentransversale (Neat), die Bahnreform, das Nacht- und Sonntagsfahrverbot und verschiedene flankierende Massnahmen.  In Art. 3 des Verlagerungsgesetzes sind konkrete Zahlen vorgegeben: nach der Eröffnung des Gotthard-Basistunnels höchstens 650 000  alpenquerende Lastwagenfahrten  pro Jahr, und als Zwischenziel für 2011 maximal 1 Million Fahrten.
Die Verlagerungspolitik hat bisher die in der angenommenen Alpeninitiative gesteckte Zielsetzung einer vollständigen Verlagerung des alpenquerenden Güterverkehrs – auch in Form von Huckepack-Lösungen – innerhalb einer gesetzten Frist auf die Schiene bei weitem verfehlt. Der Strassen-Güterverkehr stieg fast kontinuierlich weiter an, wobei der Bahn-Güterverkehr nur langsam an Marktanteilen dazugewinnt. Hauptursachen dieses verfassungsrechtlichen Vollzugs-Defizits sind der Druck der EU und der Schweizer Wirtschaft, die sich beide von Beginn weg gegen die in der Initiative stipulierte polizeirechtliche Zwangslösung stellten. Die EU erklärte sich in den bilateralen Vertragsverhandlungen mit der Schweiz lediglich zu einer Umlagerungs-Politik in Anreiz-Form, wie sie die LSVA darstellt, bereit. Zudem setzte sie eine Erhöhung des Schweizer LKW-Gewichtlimits von 28 Tonnen auf 40 Tonnen durch, u. a. auch, um den österreichischen und französischen Alpentransit-Strassen eine gerechtere Verkehrs-Verteilung zu gewährleisten.
Als weitere mögliche marktwirtschaftliche Lösung wird deshalb derzeit in der Schweiz und teils auch international die Einführung einer Alpentransitbörse diskutiert.

## Internationaler Vergleich
Obwohl das Verlagerungs-Ziel der Alpeninitiative in der Schweiz bei weitem nicht erreicht ist, fahren nach wie vor mehr LKW über den österreichischen Brennerpass als durch den schweizerischen Gotthard-Strassentunnel. Folgende Gründe dafür werden angeführt:
- Der Brenner bietet eine vierspurige Autobahn ohne Tunnel, während am Gotthard nur eine zweispurige Autobahn mit Tunnel zur Verfügung steht.
- Österreich ist als Mitglied an die EU-Gesetzgebung gebunden, welche einen geringeren Spielraum für die Verlagerungspolitik bietet als das Landverkehrs-Abkommen des Nicht-Mitglieds Schweiz mit der EU. LSVA sowie weitere flankierende Massnahmen sind deshalb vergleichsweise griffiger als die österreichischen Massnahmen. Unbeabsichtigt führen jene damit nur zum Teil zu einem Verlagerungs-Effekt auf die Schiene, zum Teil führen sie zu einer Verlagerung auf den Brenner.